# Estádio Sergio Torres Rivera
O Estádio Sergio Torres Rivera está localizado em Usulután, El Salvador. Conhecido em toda a América Central como "La Caldera del Diablo"

## Ligações Externas
EuroPlan